# Franziska Grasshoff
Franziska Grasshoff (* 25. Juli 1957 in Kassel; † September 1999) war eine deutsche Schauspielerin.

## Leben
Franziska Grasshoff war die Tochter des Schauspieler-Ehepaares Eveline Krietsch-Matzura und Hansjoachim Krietsch, ihr Bruder Oliver Krietsch-Matzura war ebenfalls Schauspieler sowie Regisseur und Synchronsprecher.
Grasshoff, die an der Folkwang-Hochschule in Essen studiert hatte und in Köln lebte, wirkte in den 1980er und 1990er Jahren in zahlreichen deutschen Fernsehserien mit. 1986 hatte sie eine wiederkehrende Gastrolle in der ARD-Serie Lindenstraße und war in einer Folge der Reihe Tatort zu sehen. 1997 bekam sie eine Hauptrolle in Geliebte Schwestern, die Serie wurde jedoch bereits nach einer Staffel wieder abgesetzt. Anschließend war Grasshoff auch in einigen Fernsehfilmen wie Die Bubi-Scholz-Story neben Benno Fürmann und Götz George oder 1999 in Callboys – Jede Lust hat ihren Preis an der Seite von Ann-Kathrin Kramer zu sehen. Sie war auch als Rundfunksprecherin, vor allem im WDR, aktiv. 
Franziska Grasshoff verstarb im September 1999. Sie hinterließ zwei Töchter; ihre 1985 geborene Tochter  Friederike Grasshoff ist ebenfalls als Schauspielerin, aber auch als Journalistin tätig.

## Filmografie (Auswahl)
- 1981: Tatort – Grenzgänger
- 1986: Lindenstraße
- 1992: Unser Lehrer Doktor Specht (Gastauftritt)
- 1997–1998: Geliebte Schwestern
- 1986–1998: Der Fahnder (Gastauftritte)
- 1998: Die Bubi-Scholz-Story
- 1998: Das Mambospiel
- 1999: Unter uns (Gastauftritt)
- 1999: Callboys – Jede Lust hat ihren Preis